# Composición genética de Chile
Aunque el perfil de los ancestros de la población chilena ha sido históricamente un tema de análisis de diversos investigadores, la introducción de la genética estos estudios pudieron basarse en evidencias científicas sistematizadas, permitiendo incluso realizar estudios segmentados a nivel geográfico o socioeconómico. El primer análisis genético publicado se remonta al año 1984, realizado por el médico Carlos Valenzuela Yuraidini.
Según los principales estudios publicados, la población chilena tiene una composición genética compuesta por un origen europeo-caucásico y un origen amerindio. Esta distribución, sin embargo, tiene marcadas diferencias dependiendo de factores socioeconómicos y geográficos. Así, los grupos de ingresos altos presentan mayores niveles de presencia genética europea, mientras los grupos de bajos ingresos tienen mayor dominancia étnica amerindia. En cuanto a distribución geográfica, la participación europea es mayor en las regiones del centro del país y la Patagonia, mientras la participación amerindia aumenta en las regiones del norte y sur del país. Si bien la presencia de genes asociados a orígenes africanos es baja en todo el país, esta aumenta levemente en las regiones del extremo norte.

## Estudios genéticos generales
| Europeo | Americano | Africano | Asiático | Estudio, notas y referencias |
| ------- | --------- | -------- | -------- | --- |
| 67,9 %  | 32,1 %    | —        | —        | Valenzuela et al. (1984): Marco de referencia sociogenético para los estudios de salud pública en Chile. Fuente: Revista Chilena de Pediatría. |
| 64,0 %  | 35,0 %    | —        | —        | Cruz-Coke et al. (1994): Genetic epidemiology of single gene defects in Chile. Fuente: Universidad de Chile. |
| 51,6 %  | 42,1 %    | 6,3 %    | —        | Oliveira (2008): O impacto das migrações na constituição genética de populações latino-americanas, fuente: Universidad de Brasilia. Posteriormente referenciada y promediada con Fuentes et al. (2014), en Fuerst et al. (2016). |
| 51,9 %  | 44,3 %    | 3,8 %    | —        | Fuentes et al. (2014): Gene geography of Chile: Regional distribution of American, European and African genetic contributions, fuente: PubMed. Muestra replicada en Ruiz-Linares et al. (2014). Muestra de 923 individuos, residentes en Arica. Estimación de ancestría a partir de 40 polimorfismos nucleotídicos únicos (single nucleotide polymorphysm, SNP's). |
| 54,0 %  | 43,4 %    | 2,6 %    | —        | Eyheramendy et al. (2015). Genetic structure characterization of Chileans reflects historical immigration patterns. Resultado promedio de tres modelos diferentes (Lamp-ld, Rfmix, particular). Fuente: Nature. |
| 57,2 %  | 38,7 %    | 2,5 %    | 1,7 %    | Homburger et al. (2015): Genomic Insights into the Ancestry and Demographic History of South America. Fuente: Plos One Genetics. Muestra de 27 individuos, proveniente de un hospital público de Santiago de Chile. Estimación de ancestría a partir de 694.834 polimorfismos nucleotídicos únicos (single nucleotide polymorphysm, SNP's).                        |

## Estudios en grupos socioeconómicos
Según Valenzuela (1984), en Vanegas et al (2008):
| Nivel socioeconómico | Porcentaje de la población | Aporte europeo | Aporte amerindio |
| -------------------- | -------------------------- | -------------- | ---------------- |
| Alto                 | 5%                         | 100%           | 0%               |
| Medio                | 20%                        | 80%            | 20%              |
| Bajo                 | 75%                        | 60-65%         | 35-40%           |

Cruz-Coke et al. (1994) también estudio la composición genética de los distintos niveles socioeconómicos:
| Ciudad          | Nivel socioeconómico | Aporte europeo | Aporte amerindio |
| --------------- | -------------------- | -------------- | ---------------- |
| Gran Santiago   | Alto                 | 91%            | 9%               |
| Gran Santiago   | Medio                | 70%            | 30%              |
| Gran Santiago   | Bajo                 | 41%            | 59%              |
| Gran Valparaíso | Alto                 | 73%            | 27%              |
| Gran Valparaíso | Medio                | 68%            | 32%              |
| Gran Valparaíso | Bajo                 | 48%            | 52%              |

Acuña et al. (2002) hace un análisis a las clases medias y bajas de Chile, con los siguientes resultados:
| Nivel socioeconómico         | Aporte europeo | Aporte amerindio |
| ---------------------------- | -------------- | ---------------- |
| Estrato socioeconómico medio | 76,3%          | 23,7%            |
| Estrato socioeconómico bajo  | 62,9%          | 37,1%            |

Bermedo et al. (2017) reutilizan la muestra de Ruiz-Linares et al. (2014) para generar una descomposición por clase social, con los siguientes resultados:
| Nivel Socioeconómico | Aporte amerindio A (est. HGDP) | Aporte mapuche B (no HGDP) | Aporte aimara C (no HGDP) | Aporte europeo 1—2% AFR—A 1—3% AFR—BC |
| -------------------- | ------------------------------ | -------------------------- | ------------------------- | ------------------------------------- |
| ABC1                 | 28,0%                          | 34,0%                      | 1,0%                      | 70,0%—62,0%                           |
| C2                   | 36,0%                          | 38,0%                      | 6,0%                      | 62,0%—53,0%                           |
| C3                   | 40,0%                          | 40,0%                      | 8,0%                      | 58,0%—49,0%                           |
| DE                   | 39,0%                          | 40,0%                      | 7,0%                      | 59,0%—50,0%                           |

## Estudios regionales

### Estudios en metrópolis

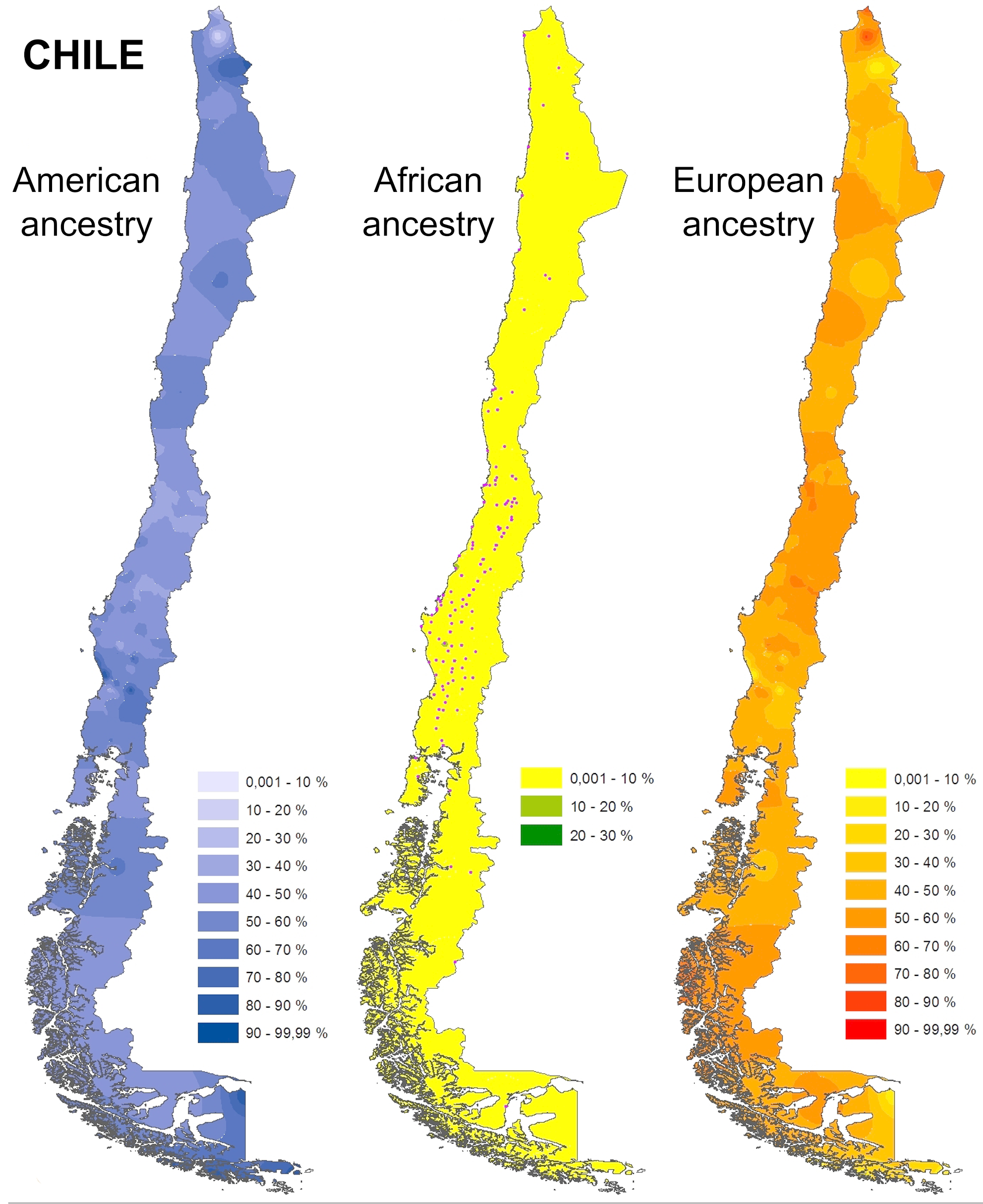
Distribución regional de la ancestría europea, indígena y africana en Chile.

Cruz-Coke et al. (1994) determinó que la composición genética de tres ciudades del centro de Chile era la siguiente:
| Región              | Aporte europeo | Aporte amerindio |
| ------------------- | -------------- | ---------------- |
| Gran Concepción     | 75%            | 25%              |
| Gran Santiago Este  | 81%            | 19%              |
| Gran Santiago Norte | 61%            | 39%              |
| Gran Valparaíso     | 77%            | 23%              |

### Estudios en regiones
Según el método Lamp-ld de Eyheramendy et al. (2015), como así también el trabajo de Fuentes et al. (2014), dan muestra de resultados a nivel de regiones:
| Regiones         | Aporte europeo | Aporte europeo | Aporte amerindio | Aporte amerindio | Aporte africano | Aporte africano |
| ---------------- | -------------- | -------------- | ---------------- | ---------------- | --------------- | --------------- |
| Estudio          | Ey-2015        | Fu-2014        | Ey-2015          | Fu-2014          | Ey-2015         | Fu-2014         |
| Arica-Parinacota | 50,0%          | 44,8%          | 46,2%            | 51,1%            | 3,9%            | 4,1%            |
| Tarapacá         | 50,0%          | 41,2%          | 46,2%            | 53,1%            | 3,9%            | 5,7%            |
| Antofagasta      | 50,0%          | 44,2%          | 46,2%            | 50,6%            | 3,9%            | 5,0%            |
| Atacama          | 50,0%          | 47,0%          | 46,2%            | 51,2%            | 3,9%            | 1,9%            |
| Coquimbo         | 50,0%          | 44,9%          | 46,2%            | 52,1%            | 3,9%            | 3,0%            |
| Valparaíso       | 57,1%          | 53,6%          | 40,4%            | 42,1%            | 2,5%            | 4,3%            |
| Metropolitana    | 57,1%          | 54,9%          | 40,4%            | 40,6%            | 2,5%            | 4,5%            |
| O'Higgins        | 57,1%          | 56,6%          | 40,4%            | 40,5%            | 2,5%            | 2,9%            |
| Maule            | 55,6%          | 54,8%          | 42,4%            | 43,0%            | 2,0%            | 2,2%            |
| Bíobío           | 55,6%          | 51,1%          | 42,4%            | 45,3%            | 2,0%            | 3,6%            |
| La Araucanía     | 48,9%          | 43,7%          | 49,5%            | 53,2%            | 1,6%            | 3,1%            |
| Los Ríos         | 48,9%          | 43,8%          | 49,5%            | 53,8%            | 1,6%            | 2,5%            |
| Los Lagos        | 48,9%          | 47,5%          | 49,5%            | 50,2%            | 1,6%            | 2,3%            |
| Aysén            | 51,7%          | 44,2%          | 46,9%            | 55,6%            | 1,3%            | 0,3%            |
| Magallanes       | 51,7%          | 56,8%          | 46,9%            | 41,1%            | 1,3%            | 2,2%            |

### Estudios semirregionales
- 49,0 % europeo; 48,0 % americano; 5,0 % africano (Ruiz-Linares et al., 2014): Admixture in Latin America: Geographic Structure, Phenotypic Diversity and Self-Perception of Ancestry, fuente: PLoS Genetics.[9] Estudio hecho en Arica, con 2/3 de la muestra provenientes de militares, proveniente de Fuentes et al. (2014), y 1/3 de estudiantes de la Universidad de Tarapacá. Muestra posteriormente reutilizada por Montalva et al. (2018) para estudios sobre persistencia de la lactasa.[12]

## Por grupos étnicos
Ruiz-Linares et al. (2014) indagó la composición genética de acuerdo a la autopercepción étnica de la muestra tomada en Arica, 2/3 militar y 1/3 estudiantes de la Universidad de Tarapacá. Los resultados se muestran en la siguiente tabla:
| Grupo étnico | Proporción de la muestra | Aporte africano | Aporte amerindio | Aporte europeo |
| ------------ | ------------------------ | --------------- | ---------------- | -------------- |
| Negro        | 0,9%                     | 13%             | 48%              | 39%            |
| Blanco       | 37,9%                    | 5%              | 40%              | 54%            |
| Indígena     | 9,0%                     | 3%              | 76%              | 22%            |
| Mestizo      | 52,2%                    | 5%              | 47%              | 49%            |

### En pueblos indígenas
En consideración del número de apellidos americanos en progenitores, el promedio estimado para descendientes de americanos en el año 2015 es así:
| Número de apellidos indígenas en progenitores | Promedio europeo | Promedio americano |
| --------------------------------------------- | ---------------- | ------------------ |
| 0 de 4 (88,3%)                                | 62,0%            | 38,0%              |
| 1 de 4 (6,6%)                                 | 50,0%            | 50,0%              |
| 2 de 4 (2,8%)                                 | 40,0%            | 60,0%              |
| 3 de 4 (1,2%)                                 | 30,0%            | 70,0%              |
| 4 de 4 (1,0%)                                 | 18,0%            | 82,0%              |

De acuerdo a Cruz-Coke et al. (1994), la composición genética en aislamientos indígenas de Chile se distribuyó de la siguiente forma:
| Pueblo    | Aporte amerindio | Aporte europeo |
| --------- | ---------------- | -------------- |
| Alacaluf  | 91%              | 9%             |
| Atacameño | 88%              | 12%            |
| Aimara    | 96%              | 4%             |
| Mapuche   | 77%              | 23%            |
| Pehuenche | 95%              | 5%             |

Rocco et al., (2002), y García et al., (2004), generan una recopilación de los haplogrupos matrilineales dominantes de origen americano, diferenciado por zona geográfica, población y/o aislamiento indígena, a partir de los estudios de Merriwether et al., (1995), Moraga et al., (2000), Lalueza et al., (1996) y sus propias aportaciones. Los resultados, que son los siguientes, muestran una gran diversidad en el componente americano materno, dominante tanto entre poblaciones y aislamientos indígenas como en la muestra no indígena, y con una variación y diferencias importantes entre norte y sur:
| Localidad o población indígena | h. mt. A | h. mt. B | h. mt. C | h. mt. D | Total mt. ABCD | Fuente                    |
| ------------------------------ | -------- | -------- | -------- | -------- | -------------- | ------------------------- |
| aimaras 1                      | 7,0%     | 68,0%    | 12,0%    | 13,0%    | 98,0%          | Merriwether et al. (1995) |
| aimaras 2                      | 7,0%     | 57,0%    | 18,0%    | 16,0%    | 98,0%          | Rocco et al. (2002)       |
| atacameños 1                   | 12,0%    | 72,0%    | 11,0%    | 6,0%     | 100,0%         | Merriwether et al. (1995) |
| atacameños 2                   | 9,0%     | 61,0%    | 26,0%    | 4,0%     | 100,0%         | Rocco et al. (2002)       |
| Santiago 1                     | 7,0%     | 21,0%    | 33,0%    | 23,0%    | 84,0%          | Rocco et al. (2002)       |
| Santiago 2                     | 7,0%     | 26,0%    | 31,0%    | 20,0%    | 84,0%          | Rocco et al. (2002)       |
| huilliches                     | 3,8%     | 28,8%    | 18,8%    | 48,8%    | 100,0%         | Merriwether et al. (1995) |
| Carelmapu (Maullín)            | 4,3%     | 29,8%    | 38,3%    | 25,6%    | 98,0%          | García et al. (2004)      |
| Quetalmahue (Ancud)            | 0,0%     | 30,9%    | 35,7%    | 26,1%    | 92,7%          | García et al. (2004)      |
| Detif (Puqueldón)              | 11,1%    | 22,2%    | 37,0%    | 29,6%    | 89,9%          | García et al. (2004)      |
| mapuches                       | 0,0%     | 7,2%     | 44,1%    | 48,6%    | 99,9%          | Moraga et al. (2000)      |
| pehuenches 1                   | 2,9%     | 10,5%    | 41,0%    | 45,6%    | 98,0%          | Moraga et al. (2000)      |
| pehuenches 2                   | 2,0%     | 9,0%     | 37,0%    | 52,0%    | 100,0%         | Merriwether et al. (1995) |
| Laitec (Quellón)               | 0,0%     | 0,0%     | 35,7%    | 57,1%    | 92,8%          | García et al. (2004)      |
| fueguinos                      | 0,0%     | 0,0%     | 42,2%    | 56,8%    | 100,0%         | Lalueza et al. (1996)     |
| yámanas                        | 0,0%     | 0,0%     | 48,0%    | 52,0%    | 100,0%         | Moraga et al. (2000)      |

Con base en la tabla anterior, se hace una comparación de proporciones haplogrupales, de las herencias americanas respecto a pueblos nativos orientales:
| Localidad o población oriental                    | h. mt. A | h. mt. B | h. mt. C | h. mt. D | h. Y Q | Fuente h. mt. ABCD     | Fuente h. Y-Q     | Similitud matrilineal                           | Similitud a nativoamericanos teóricamente puros  |
| ------------------------------------------------- | -------- | -------- | -------- | -------- | ------ | ---------------------- | ----------------- | ----------------------------------------------- | ------------------------------------------------ |
| yakutios (Yakutsk) (Sajá-Yakutia, Rusia)          | 2,4%     | 2,8%     | 45,7%    | 32,9%    | s.d.   | Fedorova et al. (2013) | —                 | 79,8% mapuches 77,1% pehuenches 75,1% fueguinos | 39,9% mapuches 38,6% pehuenches 37,6% fueguinos  |
| kets (Yeniséi) (Siberia Central, Rusia)           | 7,9%     | 0,0%     | s.d.     | 2,6%     | 93,8%  | Starikovskaya (2005)   | Karafet (2002)    | —                                               | 52,2% atacameños 49,4% pehuenches 48,2% mapuches |
| karakalpakís (Yomud) (Karakalpakstan, Uzbekistán) | s.d.     | s.d.     | s.d.     | 20,0%    | 73,0%  | Comas et al. (2004)    | Skhalyakho (2016) | 20% mapuches y fueguinos                        | 46,5% mapuches 46,5% huilliches 46,5% fueguinos  |

## Por líneas de herencia
- 8,5 % amerindio por línea paterna (DYS199T: ADN-y); 88,2 % amerindio por línea materna (ADN-mt) en Vieira-Machado et al. (2016): Uniparental ancestry markers in Chilean populations.[21]
- 11,0 % europeo; 88,0 % amerindio; 1,0 % africano; por línea materna (ADN-mt) en Gómez-Carballa et al. (2016): Revealing latitudinal patterns of mitochondrial DNA diversity in Chileans.[22]